# Сен-Поль, Антуан де
Антуан III де Сен-Поль (фр. Antoine III de Saint-Paul; ок. 1550 — 25 апреля 1594, Реймс) — французский военачальник эпохи Религиозных войн, маршал Католической лиги.

## Биография
Принадлежал к обосновавшейся в Шампани дворянской фамилии среднего достатка. Сын Антуана II де Сен-Поля, сеньора де Даннерона, Бюсси, Урри, Шеркота, Бурландуана, и Жанны де Праден, происхождение которой неизвестно. Внук Антуана I де Сен-Поля, рыцаря ордена короля и губернатора Мезьера в 1-й половине XVI века.
О первых тридцати годах жизни этого человека ничего не известно, они были загадкой даже для его современников, до такой степени, что некоторые памфлетисты без колебаний приписывали ему бедное и простонародное происхождение.
Выгодный брак с представительницей рода Пуазьё в начале 1580-х годов позволил Сен-Полю возвыситься, и в 1583 году губернатор Шампани герцог де Гиз назначил его своим генеральным наместником в Реймсе. Этот важный пост, близкий к архиепископской кафедре, сделал Сен-Поля одним из основных функционеров гизарской администрации в Шампани.
Зимой 1586—1587 годов командовал войсками в должности кампмейстера Шампанского полка, а 14 сентября 1587 участвовал на стороне своего патрона в битве при Оно. Лигерские тексты, очевидно, написанные с целью обоснования господства Сен-Поля в Шампани, представляют его как наиболее доверенного советника Генриха де Гиза, без которого этот герцог, якобы, не принимал ни одного важного решения.
Гибель де Гиза позволила его лейтенанту выдвинуться в первые ряды лигеров. Поскольку наследник герцога был арестован, шампанское дворянство лишилось предводителя, и Сен-Поль принял на себя роль провинциального лидера. Он объявил себя «губернатором и генеральным наместником короля в губернаторстве Шампани, Ретеля и Бри», и этот титул был утвержден от имени «короля Лиги» Шарля де Бурбона. Его коллегой по управлению Шампанью 8 января 1589 стал шалонский наместник Кретьен де Савиньи, но тот был лотарингцем и не сумел удержать под своей властью Шалон.
Среди роялистов Сен-Поль быстро приобрел весьма дурную репутацию, не только по причине своей активной деятельности, но и потому что «он позволил Лиге представить свои подвиги, как манихейскую борьбу между солдатами Христа и приспешниками сатаны, модель союза между дворянскими доблестями и ультракатолицизмом парижского духовенства».
В начале 1589 года Сен-Поль съездил в Лотарингию, чтобы заручиться поддержкой герцога Карла III, имевшего в Шампани свои интересы. Лигерам была предоставлена существенная военная помощь, в обмен на Туль, присоединенный к Лотарингии. По возвращении губернатор разбил рейтар, посланных в Шампань Генрихом IV. Новый король в 1590 году назначил губернатором Шампани Шарля Гонзага, сына герцога Неверского, чтобы противопоставить влияние этого дома Гизам (фактически губернатором был сам Лодовико Гонзага).
Сен-Поль декларировал своей целью защиту провинциальных франшиз и свобод, и наличие в окрестностях Реймса его отрядов позволило успешно провести в сентябре 1589, в разгар военных действий, сбор винограда. Он поддерживал постоянную связь с герцогом Майенским, в марте-апреле 1593 активно участвовал в боях вокруг Руана, с целью заставить короля снять осаду города.
21 июля 1593 грамотой, данной в Суассоне, герцог Майенский назначил Сен-Поля маршалом Франции, и на следующий день тот принес присягу в парламенте.
Квитанция от 31 декабря 1593 дает представление о доходах Сен-Поля как главы лигеров Шампани. Он получал 2700 экю из провинциальных налогов, 1200 как капитан и губернатор Ретеля, и 2000 как генеральный наместник Шампани. На пике могущества его официальный доход составлял 5900 экю, а суммы, добытые в результате грабежей, подсчитать невозможно. Грабеж также использовался как средство консолидации клиентелы и поощрения войск, так в марте 1590 при взятии Витри-ле-Франсуа Сен-Поль предложил своей армии все имущество, которое найдется в городе.
Лодовико Гонзага в декларации, опубликованной 7 ноября 1590, изобличал армию «этого, называемого Сен-Полем, [который] показал себя столь бесчеловечным, и настолько стер в ней знаки и следы гуманности, что она с животной, дикой и беспредельной яростью начала предавать огню бурги, деревни, вплоть до частных домов дворян и остальных, не щадя даже церкви и всякие святые и священные места».
Стремясь увеличить свою власть, губернатор пытался подорвать позиции герцога Неверского и взять под контроль принадлежавшее ему Ретелуа. Несмотря на военные успехи, его положение не было устойчивым, как по причине продовольственных трудностей в провинции, так и вследствие того, что значительная часть местного дворянства не признавала авторитета человека, не принадлежавшего к высшей знати, и сохраняла нейтралитет в гражданской войне. Сен-Поль не мог иметь влияния, которым обладали природные сеньоры, такие как герцог Майенский в Бургундии и Меркёр в Бретани, а на выстраивание собственной феодальной иерархии ему не хватило времени. С конца 1593 года Генрих IV начал привлекать дворян на свою сторону деньгами и гарантиями амнистии, в результате чего сторонники Сен-Поля начали спешно предавать своего лидера.
Ради удержания власти губернатор возвел у городских ворот Реймса крепость, в которой разместил наемников, формально для усиления обороны города, а фактически для контроля над жителями. Деятельность Сен-Поля вызывала все большее недовольство, а сын Генриха де Гиза Шарль, вышедший из заключения, решил вернуть себе власть в Шампани, чтобы подороже продать контроль над провинцией королю Генриху, чья победа в войне после коронации в Шартре и вступления в Париж не вызывала сомнений.
7 апреля 1594 муниципалитет Труа сдал город герцогу Неверскому и призвал реймские власти последовать его примеру. 25 апреля Шарль де Гиз прибыл в шампанскую столицу на встречу с Сен-Полем, который некотрое время безуспешно пытался уклониться от свидания, спровоцировал ссору и собственноручно заколол губернатора шпагой. После этого Ретель, Бар-сюр-Сен, Ножан-ле-Руа, Реймс, Шато-Порсьен, Шато-Тьерри, Витри-ле-Франсуа открыли ворота частям герцога Неверского, а Гиз получил 629 500 экю за переход на сторону короля. При этом Сен-Поль сам рассчитывал на большие деньги и высокие титулы после примирения с королем, но не успел ничего предпринять.
Апологетические «Мемуары маршала Сен-Поля», рукопись которых хранится в Национальной библиотеке, являются подложными. Их автор неизвестен; по-видимому, им был кто-то из соратников Сен-Поля, повсюду следовавший за своим шефом, так как приведенные в этом сочинении описания армейских операций очень точные и могли быть сделаны только профессионалом.

## Семья
Жена: Габриель де Пуазьё (ум. 1640), дама де Вартиньи, дочь Мишеля де Пуазьё, барона д’Англюра, рыцаря ордена короля, штатного дворянина его Палаты, и Анн Бодош
Дети:
- Рене. Муж (24.11.1609): Жак де Монбетон (ум. 1629), сеньор де Вонк